# 亚历山大·特连比茨基
亚历山大·亚历山德罗维奇·特连比茨基（羅馬化：Aleksandr Aleksandrovich Trembitskiy；1987年10月28日—）是俄罗斯政治人物，克拉斯诺达尔边疆区联邦委员会议员。
2010年，特连比茨基毕业于库班国立农业大学。2012年至2014年，他担任科列诺夫斯克区区长。2014年至2016年，他克拉斯诺达尔边疆区工业和能源部木工工业司司长。2020年9月至2022年9月，他担任克拉斯诺达尔边疆区副行政长官。2022年10月27日，他被任命为克拉斯诺达尔边疆区联邦委员会议员。